# Creste
Creste foi uma comuna francesa na região administrativa de Auvérnia-Ródano-Alpes, no departamento Puy-de-Dôme. Estendia-se por uma área de 4,43 km². Em 2010 a comuna tinha 52 habitantes (densidade: 11,7 hab./km²).
Em 1 de janeiro de 2019, passou a formar parte da comuna de Saint-Diéry.